# Sphodroschema
Sphodroschema es un  género de coleópteros adéfagos de la familia Carabidae.

## Especies
Comprende las siguientes especies:
- Sphodroschema bayoni Alluaud, 1930
- Sphodroschema crampeli Alluaud, 1930